# Wydział Psychologii Uniwersytetu Warszawskiego
Wydział Psychologii Uniwersytetu Warszawskiego (WPs UW) – wydział Uniwersytetu Warszawskiego prowadzący działalność badawczą i dydaktyczną w dziedzinie psychologii.

## Historia
1915 – Powstanie Katedry Psychologii na Uniwersytecie Warszawskim

1920 – Powstanie Zakładu Psychologii Doświadczalnej (Katedry Psychologicznej) na Uniwersytecie Warszawskim

1927 – Utworzenie Zakładu Psychologii Wychowawczej na Uniwersytecie Warszawskim

1950 – Otwarcie na Uniwersytecie Warszawskim pierwszych w Polsce niezależnych studiów magisterskich w dziedzinie psychologii

1968 – Udział studentów psychologii w wydarzeniach marcowych i rozwiązanie kierunku psychologia; następnie utworzenie Wydziału Psychologii i Pedagogiki, z odrębnym Instytutem Psychologii

1969 – Powstanie „Instytutowego Studium Doktoranckiego Psychologii”

1973 – Przeprowadzka wydziału do budynku na ulicy Stawki 5/7

1979 – Powstanie samodzielnego Instytutu Psychologii na prawach wydziału

1981 – Powstanie Wydziału Psychologii

1997 – Reforma programu studiów magisterskich, która zaowocowała wprowadzeniem elastycznego i liberalnego systemu kształcenia, umożliwiającego studentom już od pierwszego roku swobodę w wyborze kursów i zindywidualizowany plan zajęć (jest to najbardziej liberalny i otwarty system studiów psychologicznych w Polsce).

1997 – Utworzenie 4-letnich stacjonarnych studiów doktoranckich

2005 – Otwarcie pierwszego w Polsce kierunku magisterskich studiów psychologicznych w całości w języku angielskim (obecnie pod nazwą Warsaw International Studies in Psychology)
2025 – Przeprowadzka wydziału do budynku przy ulicy Banacha 2D.
Pionierami badań i dydaktyki w zakresie psychologii na Uniwersytecie Warszawskim byli m.in.:
- prof. dr hab. Józef Edward Abramowski – współorganizator placówek psychologicznych: 1907 – Polskie Towarzystwo Psychologiczne, 1910–1913 – Pracownia Psychologiczna oraz Warszawski Instytut Psychologiczny przy PTP; inicjuje i w 1915 obejmuje Katedrę Psychologii na Wydziale Filozoficznym UW
- prof. dr hab. Władysław (Józef Sas Wasylkowicz) Witwicki – kierownik Zakładu Psychologii Doświadczalnej na Uniwersytecie Warszawskim w latach 1919–1948
- prof. dr hab. Stefan Baley – lekarz i psycholog, kierownik Zakładu Psychologii Wychowawczej w latach 1927–1952
- prof. dr hab. Mieczysław Kreutz – kierownik Katedry Psychologii Eksperymentalnej UW w latach 1953–1971
- prof. dr hab. Tadeusz Tomaszewski – kierownik Katedry Psychologii Ogólnej w latach 1949–1968, dyrektor Instytutu Psychologii w latach 1968–1978
- prof. dr hab. Maria Żebrowska – inicjatorka Wydziału Psychologii Uniwersytetu Warszawskiego, była kierownikiem Katedry Psychologii Wychowawczej
- prof. dr hab. Antonina Gurycka – organizatorka Badań Psychologicznych Mechanizmów Wychowania w Instytucie Psychologii w 1968, przekształconego następnie w Zakład Stosowanej Psychologii Wychowawczej, a w latach 80. w Katedrę Psychologii Wychowawczej

## Siedziba
W latach 1973 - 2005 Wydział mieścił się w dawnym gmachu szkół powszechnych nr 153 i 175 przy ul. Stawki 5/7 (dawniej Stawki 21). Budynek został wzniesiony w latach 1936–1937 według projektu Tadeusza Ćwierdzińskiego i Romana Sołtyńskiego. W 1942, podczas wielkiej akcji deportacyjnej do obozu zagłady w Treblince, w budynku znajdowała się komenda oddziału SS nadzorującego Umschlagplatz.
W grudniu 2017 rozstrzygnięto konkurs na nową siedzibę Wydziału przy ul. Pogorzelskiego na Ochocie. Budynek pierwotnie miał być gotowy do 2021. Przeprowadzka Wydziału nastąpiła w 2025 roku do budynku pod adresem Banacha 2D (pierwotny adres Pogorzelskiego). 

## Oferta dydaktyczna

### Studia magisterskie
Studia na kierunku psychologia są studiami pięcioletnimi jednolitymi magisterskimi. Wydział Psychologii oferuje studia w 3 trybach:
- stacjonarnym (studia bezpłatne)
- stacjonarnym w języku angielskim – Warsaw International Studies in Psychology (studia płatne)
- niestacjonarnym (studia płatne)

Ponadto Wydział oferuje studia na kierunkach:
- Stosowana Psychologia Zwierząt – studia zaoczne I stopnia (3-letnie studia licencjackie; płatne)
- Cognitive Science – studia stacjonarne II stopnia (2-letnie studia magisterskie prowadzone w języku angielskim; bezpłatne)

Dyplom Wydziału Psychologii mogą uzyskać również studenci studiów międzywydziałowych MISH (Międzywydziałowe Indywidualne Studia Humanistyczne) i MISMaP (Międzywydziałowe Indywidualne Studia Matematyczno-Przyrodnicze), którzy wybrali psychologię jako realizowany przez siebie kierunek.

### Studia doktoranckie
Absolwentom studiów magisterskich (nie tylko psychologicznych) Wydział Psychologii umożliwia rozwój naukowy (prowadzenie badań naukowych) oraz rozwój umiejętności dydaktycznych na 4-letnich studiach doktoranckich (studiach trzeciego stopnia).

### Studia podyplomowe
Dla osób z wykształceniem wyższym (licencjackim lub magisterskim) Wydział Psychologii UW oferuje studia podyplomowe, wzbogacające wiedzę z zakresu psychologii. Większość kierunków skierowana jest również do absolwentów kierunków innych niż psychologiczne. Do wyboru są następujące kierunki:
1. Psychologia zarządzania personelem
2. Psychologia reklamy
3. Coaching w organizacji
4. Psychologia transportu
5. Trener umiejętności poznawczych
6. Psycholog i pedagog we współczesnej szkole
7. Psychologia sądowa
8. Psychologia w nauczaniu i wychowaniu dziecka
9. Rehabilitacja dzieci z dysfunkcjami rozwojowymi
10. Diagnoza kliniczna dziecka i jego rodziny

## Struktura naukowa

### Władze
- prof. dr hab. Kamil Imbir − dziekan Wydziału
- dr hab. Kamilla Bargiel-Matusiewicz − prodziekan ds. studenckich
- prof. dr hab. Anna Szuster-Kowalewicz − p.o. prodziekan ds. naukowych

### Jednostki działające na Wydziale
Laboratorium Technik Diagnostycznych (LTD) im. Bohdana Zawadzkiego – Jedyna tego typu placówka w Polsce, zajmująca się działalnością naukową związaną z problematyką testów psychologicznych oraz usługową w zakresie diagnozy psychologicznej.
Centrum Badań nad Uprzedzeniami (kierownik: dr hab. Michał Bilewicz) – Centrum w ramach swojej działalności zajmuje się realizowaniem celów dydaktycznych, badawczych i doradczych związanych z tematyką i konsekwencjami rasizmu, ksenofobii i uprzedzeń. Nadrzędnym celem wszystkich działań Centrum jest zapobieganie nienawiści do grup obcych. Centrum ma służyć instytucjom państwowym, organizacjom pozarządowym i przyszłym kadrom (nauczycielom, wykładowcom, urzędnikom).

### Stowarzyszenia mające siedzibę na Wydziale
- Polskie Towarzystwo Psychologiczne – istniejące od 1907 roku[9] towarzystwo zrzeszające psychologów mające za zadanie rozwijanie i popularyzację psychologii jako nauki i zawodu oraz dbałość o rozwój etyczny jego członków.
- Polskie Stowarzyszenie Studentów i Absolwentów Psychologii – założone w 1997 stowarzyszenie integrujące studentów psychologii i psychologów.

## Działalność naukowa i badawcza
Na Wydziale Psychologii UW od lat rozwija się działalność naukowa i badawcza. Pracownicy naukowi oraz studenci Wydziału Psychologii UW:
- Publikują rocznie dziesiątki książek i artykułów zarówno w Polsce, jak i za granicą.
- Realizują rocznie setki projektów badawczych, są to projekty własne, jak i projekty promotorskie.
- Uczestniczą w wielu konferencjach krajowych i międzynarodowych, a także organizują konferencje naukowe dotyczące różnych dziedzin psychologii.
- Łączą pracę dydaktyczną z działalnością praktyczną. Na Wydziale Psychologii UW wykładają uznani klinicyści, psycholodzy sądowi i szkolni, specjaliści w zakresie zarządzania, reklamy, public relations i psychologii środowiskowej.

Wydział Psychologii wspomaga pracę naukowców oferując szerokie zaplecze usprawniające działalność naukową, w tym:
- Pracownię Psychofizjologii przy Katedrze Różnic Indywidualnych
- Laboratorium Eksperymentalne Psycholingwistyki przy Katedrze Psychologii Poznawczej
- Laboratorium Zwierząt przy Katedrze Psychologii Biologicznej
- Laboratorium Eksperymentalne przy Katedrze Psychologii Osobowości
- Ośrodek Psychoterapii Dzieci i Laboratorium Eksperymentalne przy Katedrze Psychologii Klinicznej
- Akademicki Ośrodek Psychoterapii przy Katedrze Psychopatologii i Psychoterapii

### Działalność badawcza
Kategoria przyznana przez Radę Nauki – A+.
Pracownicy Wydziału Psychologii prowadzą liczne badania z zakresu różnych dziedzin psychologii.
W dziedzinie psychologii społecznej na szczególną uwagę zasługują:
- badania Centrum Badań nad Uprzedzeniami (nagrodzone grantem Rothschilda) dotyczące mechanizmów powstawania i redukowania uprzedzeń
- badania nad zjawiskami społecznymi prowadzone w nurcie teorii złożoności przez prof. Andrzeja Nowaka we współpracy z pracownikami i doktorantami Wydziału Psychologii UW oraz z Centrum Złożoności przy Instytucie Studiów Społecznych
- innowacyjne badania Pracowni Badań Środowiskowych dotyczące zachowań ludzi w mieście, np. przywiązania do miejsc, czy poczucia bezpieczeństwa (w tym fenomenu zamkniętych osiedli), owocujące nie tylko licznymi publikacjami naukowymi, ale także praktyczną działalnością na rzecz miasta
- badania nad procesami transformacji społeczeństwa polskiego
- cieszące się międzynarodową popularnością badania nad zachowaniami konsumenckimi i odbiorem reklam społecznych.

W dziedzinie psychologii biologicznej:
- badania w zakresie genetyki zachowania dotyczące biologicznych uwarunkowań różnic indywidualnych (m.in. temperamentu, inteligencji) oraz zachowań społecznych. Na badania te uzyskano granty MNiSW.
- badania z zakresu psychofizjologii poszukujące związków między świadomą działalnością człowieka a aktywnością sercowo-naczyniową.

Z zakresu psychologii klinicznej:
- badania nad zaburzeniami związanymi ze stresem post-traumatycznym (m.in. wśród byłych więźniów obozów koncentracyjnych)
- badania dotyczące diagnozy i terapii dzieci z zaburzeniami (m.in. autyzm, zespół Downa) i budowaniem ich relacji z rodziną, prowadzone zarówno na gruncie polskim, jak i we współpracy międzynarodowej
- badania dotyczące terapii małżeństw i specyfiki relacji małżeńskich.

W zakresie psychologii poznawczej:
- badania z zakresu psycholingwistyki doprowadziły m.in. do opracowania metod do badania rozwoju słownika u dzieci. Badania te prowadzone są we współpracy międzynarodowej, w ramach grantów MNiSW oraz grantów europejskich
- badania nad pamięcią (m.in. selektywnością pamięci i pamięcią węchową).

Liczne badania dotyczące emocji oraz ich uświadomionej i nieuświadomionej regulacji.
Badania z wszystkich wyżej wymienionych dziedzin cieszą się uznaniem na arenie międzynarodowej i owocują nie tylko powstawaniem monografii i artykułów o zasięgu krajowym, ale ich wyniki publikowane są w najbardziej prestiżowych czasopismach naukowych na świecie, w tym w czasopismach z tzw. „Listy filadelfijskiej” – jest to wykaz czasopism indeksowanych w bazach danych tworzonych przez Institute for Scientific Information. Co więcej, wyniki badań naukowców z Wydziału Psychologii Uniwersytetu Warszawskiego znajdują zastosowanie praktyczne przynosząc wymierne efekty m.in. w zakresie terapii małżeństw.
Pracownicy Wydziału zajmują się również konstrukcją testów psychologicznych oraz adaptacją testów zagranicznych do warunków polskich. Wśród kadry naukowej Wydziału są autorzy uznanych i powszechnie stosowanych narzędzi diagnozy psychologicznej.
W ostatnich latach pracownicy Wydziału uzyskali kilka prestiżowych nagród i wyróżnień. Dwie nagrody międzynarodowe:
- prof. dr hab. Janusz Grzelak (2008) – Morton Deutsch Award for Contribution to Negotiation Theory and Practice
- prof. dr hab. Maria Lewicka (2008) – nagroda im. JP Codola za wkład w rozwój psychologii społecznej w Europie

### Współpraca międzynarodowa
Naukowcy Wydziału Psychologii Uniwersytetu Warszawskiego realizują projekty badawcze we współpracy z naukowcami z uniwersytetów i instytucji naukowych na całym świecie, w tym:
- Florida Atlantic University, Stany Zjednoczone
- Uniwersytet Columbia, Stany Zjednoczone
- Uniwersytet Stanu Ohio, Stany Zjednoczone
- Uniwersytet Friedricha Schillera w Jenie, Niemcy
- Uniwersytet Masaryka w Brnie, Czechy
- Uniwersytet Helsiński, Finlandia
- Uniwersytet Bundeswehry im. Helmuta Schmidta w Hamburgu, Niemcy
- Uniwersytet w Bonn, Niemcy
- Uniwersytet w Tuluzie, Francja
- University of Delaware, Stany Zjednoczone
- University of Connecticut, Stany Zjednoczone
- Technische Universität Darmstadt, Niemcy
- Uniwersytet Hertfordshire, Wielka Brytania
- University of Toronto, Kanada
- Uniwersytet Boloński, Włochy
- Uniwersytet Stanu Nowy Jork we Fredonii, Stany Zjednoczone
- Uniwersytet Barceloński, Hiszpania
- University of Jyraskyla, Finlandia
- Uniwersytet Kalifornijski w Berkeley, Stany Zjednoczone
- Uniwersytet Gallaudeta, Stany Zjednoczone
- Uniwersytet w Algarve, Portugalia
- Uniwersytet Fairleigh Dickinsona, New Jersey, Stany Zjednoczone
- Uniwersytet Kolorado, Stany Zjednoczone
- Lwowski Uniwersytet Narodowy im. Iwana Franki, Ukraina
- Uniwersytet Południowej Danii w Odense, Dania
- The New School, Stany Zjednoczone
- National Science Foundation
- Association of Family Therapy and Systemic Practice
- European Network for Traumatic Stress
- Center for Human Science, Chapel Hill

### Czasopisma wydawane przez Wydział Psychologii UW
- Psychology of Language and Communication – czasopismo poświęcone problematyce psychologii języka, wydawane w języku angielskim. Redaktorem naczelnym pisma jest prof. dr hab. Barbara Bokus[10].

- Psychologia Społeczna – czasopismo poświęcone jest psychologii społecznej oraz zjawiskom z jej pogranicza. Redaktorem naczelnym pisma jest dr hab. Maria Lewicka, prof. UW[11].

## Koła naukowe
- Neuropsychologiczne Koło Naukowe
- Koło Naukowe Psychologii Klinicznej, Psychopatologii i Zaburzeń Psychosomatycznych „Klinek”
- Interdyscyplinarne Koło Badań nad Językiem
- Koło Naukowe Psychologii Sportu Uniwersytetu Warszawskiego
- Studenckie Koło Naukowe Psychologii Ekonomicznej „Moderator”
- Koło Naukowe Psychoanalizy
- Studenckie Koło Naukowe Psychologii Uzależnień „Ścieżka”
- Studenckie Koło Naukowe Psychologii Środowiskowej
- Studenckie Koło Naukowe Psychologii Komunikacji Społecznej
- Koło Wspierania Osób z Autyzmem
- Studenckie Koło Naukowe Psychologii Międzykulturowej
- Studenckie Koło Naukowe Wspierania Rozwoju Osobowości „Progres”
- Studenckie Koło Naukowe Psychologii Sądowej
- Międzywydziałowe Studenckie Koło Naukowe „Evolucja”
- Naukowe Koło Psychologii Rodzaju „Dżender”
- Studenckie Koło Naukowe Etologii i Psychologii Behawioralnej
- Studenckie Koło Psychologii Organizacji i Pracy
- Koło Naukowe Psychometrii
- Studenckie Koło Naukowe Psychologii Rehabilitacji
- Studenckie Koło Badań nad Procesami Psychospołecznymi
- Studenckie Koło Naukowe Psychoterapii „Dialog”
- Koło Naukowe Mentoringu i Coachingu
- Koło Naukowe Psychologii Egzystencjalnej
- Międzywydziałowe Koło Naukowe Społecznej Psychologii Eksperymentalnej
- Niezależne Zrzeszenie Studentów Psychologii PRESS
- Koło Naukowe Cyberpsychologii
- Studenckie Koło Naukowe Psychologii Społecznej „Proces”
- Cognitive Neuroscience and Affective Computing Research Team
- Society for Educational Psychology and Lifelong Learning
- Koło Badawcze Psychologii Poznawczej Muzyki

## Wymiana studencka
Studenci Wydziału Psychologii UW mają możliwość wyjazdu w ramach programów wymiany międzyuczelnianej:
- Program MOST – wymiana studencka z 19 szkołami wyższymi w Polsce[12]
- Program Erasmus+ – wymiana z 24 uniwersytetami europejskimi
- W ramach umów podpisanych przez Uniwersytet Warszawski i Wydział Psychologii UW z uniwersytetami z całego świata (m.in. University of Delaware, USA oraz Tel-Aviv University)

## Rankingi
Rok 2015 m.in.:
- 2 miejsce w dziedzinie psychologii w Rankingu Uczelni Akademickich „Perspektyw”
- 1 miejsce UW w Rankingu Uczelni Akademickich „Perspektyw”

Rok 2014 m.in.:
- 1 miejsce w dziedzinie psychologii w Rankingu Uczelni Akademickich „Perspektyw”

Rok 2012 m.in.:
- 2 miejsce UW w Rankingu Uczelni Akademickich „Perspektyw” i „Rzeczpospolitej” oraz 1 miejsce w grupie kierunków społecznych
- 1 miejsce w dziedzinie psychologii w Rankingu Uczelni Akademickich „Perspektyw” i „Rzeczpospolitej”

Rok 2011 m.in.:
- 1. miejsce UW w Rankingu Uczelni Akademickich oraz w grupie kierunków społecznych „Perspektyw” i „Rzeczpospolitej”
- 1 miejsce w Rankingu Szkół Wyższych „Wprost”

Rok 2010 m.in.:
- 1. miejsce UW w Rankingu Uczelni Akademickich oraz w grupie kierunków społecznych „Perspektyw” i „Rzeczpospolitej”

Rok 2009 m.in.:
- 2. miejsce UW w Rankingu Szkół Wyższych „Perspektyw”

Rok 2008 m.in.:
- 1. miejsce w dziedzinie psychologii w Rankingu „Dyplom z gwarancją” magazynu „Dlaczego”
- 1. miejsce w dziedzinie psychologii w Rankingu „Dziennika”
- 1. miejsce w dziedzinie psychologii w II edycji „Ogólnopolskiej Kampanii Społecznej Start w Karierę”

Rok 2007 m.in.:
- 1. miejsce w dziedzinie psychologii w rankingu „Polityki”
- 1. miejsce wśród wszystkich wydziałów psychologicznych i socjologicznych w rankingu „Wprost”

## Akredytacje
- 2000−2005 – Certyfikat Uniwersyteckiej Komisji Akredytacyjnej
- 2004–2009 – pozytywna ocena Polskiej Komisji Akredytacyjnej
- 2005–2010 – Certyfikat Uniwersyteckiej Komisji Akredytacyjnej
- 2010-2015 – pozytywna ocena Polskiej Komisji Akredytacyjnej
- 2011–2016 – Certyfikat Uniwersyteckiej Komisji Akredytacyjnej

## Studia na Wydziale Psychologii UW
Studenci w czasie studiów na wydziale mają możliwość korzystania z:
- Pracowni komputerowych
- Hotspotu niemal w całym budynku
- Systemu informatycznego służącego do zarządzania tokiem studiów (USOS)
- Biblioteki oraz czytelni wydziałowej
- Biblioteki Uniwersyteckiej w Warszawie
- Laboratorium Technik Diagnostycznych, z czytelnią i wypożyczalnią testów psychologicznych
- Elektronicznego dostępu do baz z artykułami naukowymi, m.in. EBSCO/EIFL Direct, SwetsNet, ScienceDirect, Proquest

Budynek Wydziału Psychologii UW jest w pełni dostosowany do potrzeb osób niepełnosprawnych. Na Wydziale znajdują się windy, obszerna łazienka, pracownie komputerowe wyposażone w specjalistyczny sprzęt, który umożliwia pracę osobom niewidomym i niedowidzącym, aula jest wyposażona w pętlę akustyczną.